# Eleição municipal de Juiz de Fora em 2004
A eleição municipal de Juiz de Fora em 2004 ocorreu em 3 de outubro e 31 de outubro de 2004. O então prefeito era Tarcísio Delgado (PMDB). O prefeito eleito foi Alberto Bejani (PTB).

## Resultado da eleição para prefeito

### Primeiro turno
| Candidatos a prefeito                   | Candidatos a vice-prefeito | Número | Coligação                                                                     | Votação | Percentual |
| --------------------------------------- | -------------------------- | ------ | ----------------------------------------------------------------------------- | ------- | ---------- |
| Alberto Bejani PTB                      | José Eduardo Araújo PL     | 14     | Frente Trabalhista Liberal (PTB, PSL, PL)                                     | 91.024  | 32,96%     |
| Custódio Mattos PSDB                    | Antônio Almas PSB          | 45     | Juiz de Fora em Primeiro Lugar (PP, PSC, PFL, PAN, PTC, PSB, PV, PSDB, PTdoB) | 72.394  | 26,21%     |
| Sebastião Helvécio PDT                  | Juraci Scheffer PMDB       | 12     | Frente Tudo por Juiz de Fora (PDT, PMDB, PTN, PCB, PHS, PRP)                  | 61.460  | 22,25%     |
| João Carlos Vitor Garcia PPS            | Martvs Chagas PT           | 23     | Coligação PT-PPS (PPS, PT)                                                    | 41.150  | 14,90%     |
| Fabricio André de Almeida Linhares PSTU | Eleandro Ferreira PSTU     | 16     | PSTU (Sem coligação)                                                          | 5.816   | 2,10%      |
| Josemar da Silva PMN                    | José Cláudio PRONA         | 33     | Modernidade (PMN, PRTB, PSDC, PRONA, PCdoB)                                   | 4.322   | 1,56%      |

### Segundo turno
| Candidatos a prefeito | Candidatos a vice-prefeito | Número | Coligação                                                                     | Votação | Percentual |
| --------------------- | -------------------------- | ------ | ----------------------------------------------------------------------------- | ------- | ---------- |
| Alberto Bejani PTB    | José Eduardo Araújo PL     | 14     | Frente Trabalhista Liberal (PTB, PSL, PL)                                     | 137.410 | 50,66%     |
| Custódio Mattos PSDB  | Antônio Almas PSB          | 45     | Juiz de Fora em Primeiro Lugar (PP, PSC, PFL, PAN, PTC, PSB, PV, PSDB, PTdoB) | 133.790 | 49,33%     |